# Stiphrolamyra angularis
Stiphrolamyra angularis là một loài ruồi trong họ Asilidae. Stiphrolamyra angularis được Loew miêu tả năm 1858.